# Batalla de Narbona
El asedio de Narbona o batalla de Narbona fue un enfrentamiento entre los foederati visigodos de Aquitania y el Imperio Romano de Occidente. El asedio de la ciudad galorromana por los godos empezó a finales de 436 y terminó en 437, cuando el magister militum Litorio, lugarteniente de Aecio, llegó con una fuerza de hunos y el ejército de la Galia. Litorio sorprendió a los visigodos y aplastó a su ejército antes de que pudieran formar una línea de batalla coherente. Próspero de Aquitania narra que para aliviar el hambre de la ciudad sitiada, cada soldado de Litorio acarreó dos medidas de trigo para los ciudadanos de Narbona.

## Antecedentes
Los visigodos se asentaron en las tierras romanas de la Aquitania segunda a través de la alianza de foederati entre Walia y los romanos en 418, estableciendo su capital en Tolosa. A la muerte de Walia escogieron como rey a  Teodorico que, a diferencia de su antecesor, no aceptó aliarse con los romanos y muchos menos se supeditó a su emperador a través de los foedus y se enfrentó a los romanos en diversas ocasiones, intentando extender su territorio hacia la Provenza y acceder a la costa mediterránea, asediando la ciudad de Arlés en dos ocasiones en 425, aprovechando la muerte del emperador Honorio y los desórdenes por la sucesión, y nuevamente en el Sitio de Arlés (430). Las dos incursiones fracasaron gracias a la acción del general romano Flavio Aecio.

## Sitio
En el año 435 apareció una nueva ocasión para los visigodos de atacar a los romanos, aprovechando nuevamente disturbios y desórdenes en la Galia. También en este año se produjo una revuelta de burgundios y en 436 que se sublevaron y se establecieron en el imperio como federados e invadieron la Galia Belga. Aprovechando la ocasión, Teodorico rompió la alianza con los romanos y condujo sus tropas personalmente hasta la ciudad de Narbona y le puso en estado de sitio hacia el invierno de 436-437, por lo que la ciudad llegó a estar sitiada durante unos meses, resistiendo hasta que llegaron los refuerzos militares romanos. Aquel mismo año, Aecio, nuevamente actuando para defender la Galia, sofocó la revuelta de los burgundios, pero todavía tenía que lidiar con los bagaudas de Armórica y envió a su lugarteniente Litori, con el apoyo de los hunos a Narbona para hacer frente a Teodorico y a sus tropas. Al llegar a la ciudad, Litori consiguió derrotar y expulsar a los visigodos, que se retiraron a su capital. La paz, sin embargo, llegó el 439 después del sitio de Tolosa por parte de los romanos, que terminó con una victoria pírrica de los visigodos.